# Ruprecht-Karls-Universität Heidelberg
Heidelbergs universitet (tyska: Ruprecht-Karls-Universität Heidelberg) i Heidelberg är det äldsta universitetet i Tyskland. Lärosätet grundades 1386 och bestod då av fyra fakulteter: teologi, juridik, medicin och filosofi. Först 1890 tillkom den femte självständiga fakulteten naturvetenskap. År 1969 skedde en omorganisation då antalet ämnesfakulteter blev 16. År 2002 skedde en nyordning och idag finns det tolv fakulteter.
Universitetet hade cirka 30 000 studenter 2013.
Lärosätet rankades på 44:e plats i världen i Times Higher Educations ranking av världens främsta lärosäten 2020.